# Moutiers-en-Puisaye
Moutiers-en-Puisaye – miejscowość i gmina we Francji, w regionie Burgundia-Franche-Comté, w departamencie Yonne.
Według danych na rok 1990 gminę zamieszkiwały 273 osoby, a gęstość zaludnienia wynosiła 9 osób/km² (wśród 2044 gmin Burgundii Moutiers-en-Puisaye plasuje się na 640. miejscu pod względem liczby ludności, natomiast pod względem powierzchni na miejscu 175.).